# Eublemma jucunda
Eublemma jucunda là một loài bướm đêm trong họ Erebidae.